# Ikeda Hayato
Ikeda Hayato (池田勇人 Trì Điền Dũng Nhân, 3 tháng 12 năm 1899 – 13 tháng 8 năm 1965) là chính trị gia người Nhật và là thủ tướng Nhật Bản từ 19 tháng 7 năm 1960 đến 9 tháng 11 năm 1964. Ông là thủ tướng cuối cùng sinh vào thế kỷ 19.

## Giai đoạn đầu đời
Ikeda sinh ngày 3 tháng 12 năm 1899, tại Yoshina, tỉnh Hiroshima (Takehara, Hiroshima ngày nay), là con út của Goichirō Ikeda và vợ là Ume. Ông có sáu anh chị em.
Ông theo học Đại học Hoàng gia Kyoto và gia nhập Bộ Tài chính sau khi tốt nghiệp năm 1925. Khi ở Bộ, ông giữ chức vụ trưởng phòng thuế địa phương ở Hakodate và Utsunomiya. Trong thời gian đảm nhận vai trò thứ hai, vào năm 1929, ông mắc bệnh pemphigus foliaceus (một bệnh về da) và nghỉ ốm trong hai năm, chính thức từ chức vào năm 1931 sau khi hết thời gian nghỉ ốm. Tình trạng này đã được chữa khỏi vào năm 1934. Ông đã có thời gian ngắn cân nhắc việc nhận một vị trí tại Hitachi, nhưng đã quay trở lại Bộ Tài chính vào tháng 12 năm 1934 để đứng đầu cơ quan thuế ở Osaka. Ikeda vẫn ở trong Bộ cho đến cuối Thế chiến II, cuối cùng trở thành Thứ trưởng Bộ Tài chính dưới thời Thủ tướng Shigeru Yoshida vào năm 1947.

## Gia nhập chính trường
Ikeda từ chức Bộ Tài chính năm 1948 và giành được một ghế trong Hạ viện, đại diện cho một phần của tỉnh Hiroshima, trong cuộc tổng tuyển cử ngày 23 tháng 1 năm 1949. Ông là thành viên của nhóm tự do đã thành lập Đảng Tự do Dân chủ, tiền thân của Đảng Dân chủ Tự do hiện nay. Cùng với Eisaku Satō, Ikeda là học trò dưới quyền của Shigeru Yoshida khi mới vào nghề, và được gọi là "học trò danh dự" vì cam kết với những ý tưởng được trình bày trong Học thuyết Yoshida, mặc dù bản thân ông là một người có cá tính mạnh.
Ông được Thủ tướng Shigeru Yoshida bổ nhiệm làm Bộ trưởng Bộ Tài chính vào ngày 16 tháng 2 năm 1949, và vào ngày 7 tháng 3, ông công bố chính sách tiền tệ Dodge Line với cố vấn người Mỹ Joseph Dodge. Ông đến thăm Hoa Kỳ vào năm 1950 để bắt đầu chuẩn bị cho hợp tác an ninh Hoa Kỳ-Nhật Bản sau khi kết thúc thời kỳ chiếm đóng. Năm 1951, ông giám sát việc thành lập Ngân hàng Phát triển Nhật Bản và Ngân hàng Hợp tác Quốc tế Nhật Bản.
Vào những năm 1950, Ikeda mang tiếng là một nhà kỹ trị kiêu căng và xa cách, không đồng cảm với những mối quan tâm của người dân thường sau một loạt lời nói hớ hênh. Ví dụ, trong một cuộc họp của Ủy ban Ngân sách Thượng viện vào tháng 12 năm 1950, Ikeda gợi ý rằng người nghèo nên ăn nhiều lúa mạch hơn là gạo trắng đắt tiền. Điều này đã được báo chí đưa tin là "Hãy để người nghèo ăn lúa mạch!".
Ikeda sau đó trở thành Bộ trưởng Bộ Thương mại và Công nghiệp Quốc tế sau cuộc cải tổ nội các năm 1952, nhưng bị buộc phải từ chức chưa đầy một tháng sau khi được cho là đã nói trong Quốc hội Nhật Bản, liên quan đến những nỗ lực kiềm chế lạm phát tràn lan, "ngay cả khi năm hoặc mười doanh nhân nhỏ tự sát, điều đó cũng không thể tránh khỏi.:76–77". Tuy nhiên, Ikeda vẫn là một nhà lập pháp cấp cao của LDP trong các chức vụ khác nhau trong đảng, và trở lại Nội các với tư cách là Bộ trưởng Bộ Tài chính vào tháng 12 năm 1956, và Bộ trưởng Bộ Thương mại và Công nghiệp Quốc tế vào tháng 6 năm 1959.

## Chức thủ tướng Nhật Bản
Ikeda được bầu làm chủ tịch đảng dân chủ tự do LDP và trở thành Thủ tướng vào tháng 7 năm 1960, vào thời điểm cực kỳ khó khăn trong chính trường nội bộ Nhật Bản và quan hệ Mỹ-Nhật. Người tiền nhiệm trực tiếp của Ikeda với tư cách là thủ tướng, Nobusuke Kishi, đã xử lý sai lầm nghiêm trọng nỗ lực sửa đổi Hiệp ước An ninh Hoa Kỳ-Nhật Bản, dẫn đến các cuộc biểu tình lớn năm 1960, đây là cuộc biểu tình lớn nhất trong lịch sử hiện đại của Nhật Bản. Mặc dù Kishi cuối cùng đã thành công trong việc thông qua Nghị viện để thông qua hiệp ước sửa đổi, nhưng quy mô và bạo lực của các cuộc biểu tình sau đó đã buộc ông phải hủy bỏ chuyến thăm dự kiến của tổng thống Hoa Kỳ Dwight D. Eisenhower và từ chức. Ikeda còn phải giải quyết một cuộc tranh chấp bạo lực tại Mỏ than Miike ở Kyushu, nơi những người khai thác than đình công liên tục đụng độ với những tên côn đồ cánh hữu do lãnh đạo công ty của họ cử đến để phá vỡ cuộc đình công. Ikeda đã từng là một ứng cử viên thỏa hiệp để kế nhiệm Kishi, và chỉ giành được chức thủ tướng bằng cách hứa sẽ kêu gọi một cuộc bầu cử ngay lập tức, chỉ vài tháng sau vào mùa thu năm 1960. Với hình ảnh của Ikeda là một chính trị gia không được lòng dân, xa rời quần chúng và những phát biểu hớ hênh, ít ai kỳ vọng ở ông nhiều hơn vị trí một thủ tướng tạm quyền.
Tuy nhiên, Ikeda đã khiến giới quan sát ngạc nhiên khi thực hiện một cuộc lột xác cá nhân ấn tượng. Ông  đã tạo ra một sự tương phản rõ nét với người tiền nhiệm và bằng cách áp dụng lập trường dễ dãi đối với chính trị đưa ra khẩu hiệu "Khoan dung và kiên nhẫn" (tức là đối với phe đối lập chính trị) cho chiến dịch bầu cử mùa thu. Ikeda cũng trải qua một cuộc lột xác ngoại hình có chủ ý, thay bộ vest tối màu, hai hàng khuy và cặp kính gọng kim loại nghiêm trang đã mặc trước khi trở thành thủ tướng thành những bộ vest nhẹ nhàng, một bên ngực và những chiếc kính gọng nhựa dày.
Bỏ qua kế hoạch kinh tế 5 năm thông thường, Ikeda đặt ra khung thời gian 10 năm cực kỳ tham vọng, hứa hẹn một gói giảm thuế có mục tiêu, đầu tư của chính phủ và mở rộng mạng lưới an sinh xã hội để thúc đẩy tăng trưởng kinh tế. Hình ảnh mới của Ikeda và Kế hoạch tăng gấp đôi thu nhập đã trở nên phổ biến. Ông đã giành chiến thắng vang dội tại các cuộc thăm dò vào mùa thu, khiến một trong những đối thủ phe phái của ông trong LDP không có cơ hội thay thế ông.
Khi nhậm chức, Ikeda đã hành động nhanh chóng để xoa dịu cuộc xung đột đẫm máu tại mỏ Miike. Đối với chức vụ Bộ trưởng Lao động, ông đã chọn Hirohide Ishida, một thành viên của phe chính trị đối địch nhưng được các liên đoàn lao động coi là đáng tin cậy hơn. Ông ngay lập tức cử Ishida đi đàm phán về một thỏa hiệp giữa những người thợ mỏ và tập đoàn Mitsui, công ty sở hữu mỏ, và Ishida đã thành công trong việc chấm dứt cuộc đấu tranh Miike kéo dài một năm vào tháng 12 năm 1960.
Ikeda cũng đặt ưu tiên cao cho việc hàn gắn mối quan hệ Mỹ-Nhật vốn đã bị tổn hại do tính chất chống Mỹ của Hiệp ước chống đối và việc hủy bỏ chuyến thăm của Eisenhower. Ông đã đưa ra nhiều lời cam đoan với chính phủ Hoa Kỳ rằng ông sẽ kiên quyết ủng hộ các chính sách Chiến tranh Lạnh của Hoa Kỳ, bao gồm hỗ trợ cho Đài Loan và không tương tác với Trung Quốc đại lục. Ông đã yêu cầu và được chấp thuận một cuộc gặp thượng đỉnh với tổng thống sắp tới của Hoa Kỳ John F. Kennedy tại Washington D.C. vào mùa hè năm 1961. Tại hội nghị thượng đỉnh, Ikeda nhắc lại sự ủng hộ của ông đối với chính sách của Hoa Kỳ, và Kennedy hứa sẽ đối xử với Nhật Bản thân thiện hơn như đồng minh  Vương quốc Anh. Ikeda hy vọng bù đắp cho việc Eisenhower không thể đến thăm Nhật Bản bằng cách tiếp đón Kennedy ở Tokyo, và Kennedy đã đồng ý. Kennedy đã lên kế hoạch đến thăm Nhật Bản vào năm 1964, nhưng ông đã bị ám sát trước khi có thể đến thăm, và Ngoại trưởng Dean Rusk đã đi thay.

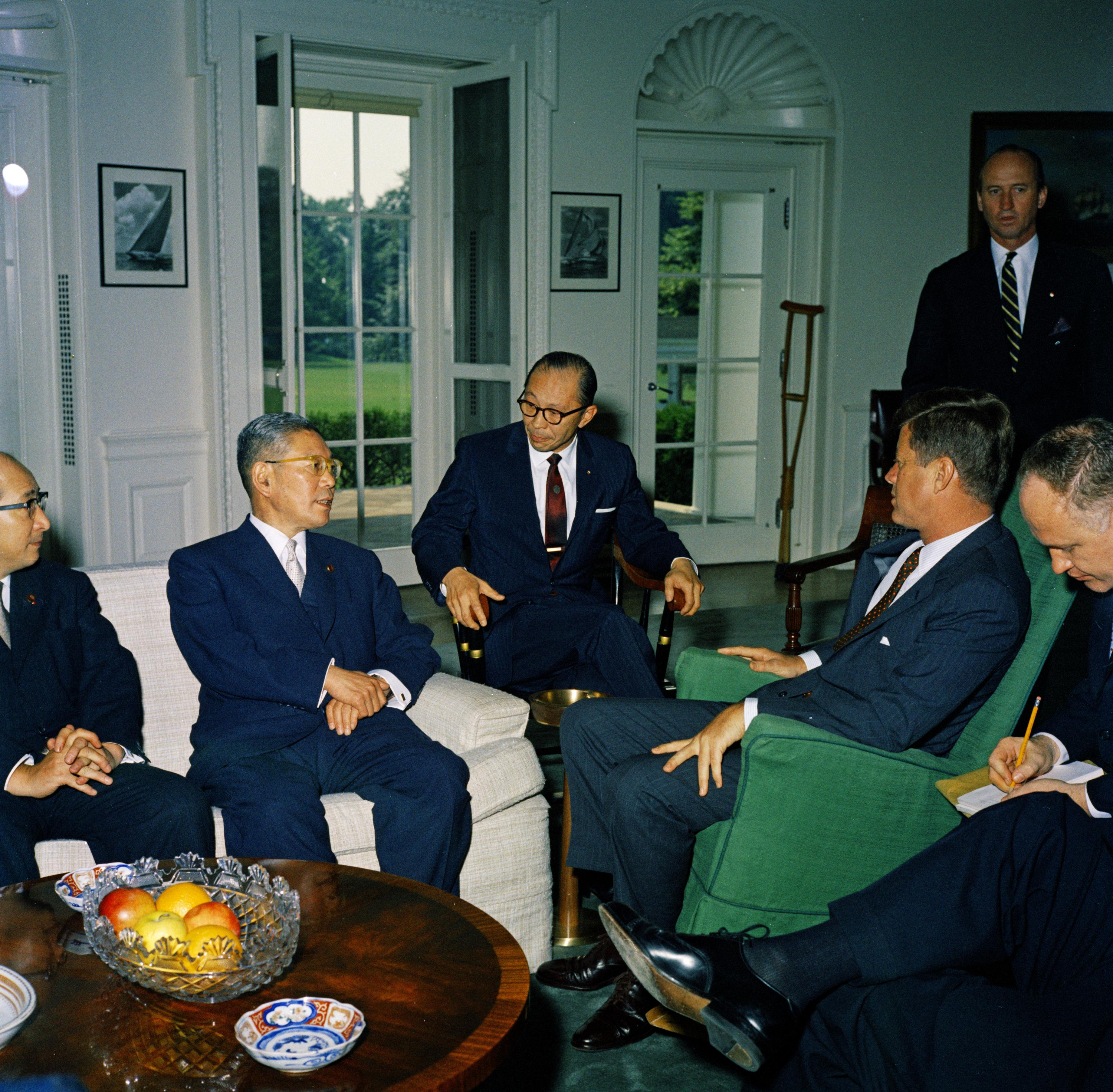
Hội nghị thượng đỉnh tháng 6 năm 1961 tại Washington D.C. giữa Hayato Ikeda (thứ 2 từ trái sang) và John F. Kennedy (thứ 4 từ trái sang).

Ikeda cũng không ngừng đẩy mạnh hoạt động thương mại của Nhật Bản ra nước ngoài, nhằm hỗ trợ mục tiêu mở rộng tăng trưởng kinh tế dựa vào xuất khẩu của ông theo Kế hoạch Nhân đôi Thu nhập. Đầu tư có mục tiêu của chính phủ vào các ngành sản xuất chiến lược đã giúp Nhật Bản tiến lên trong chuỗi giá trị và chuyển sang hàng hóa công nghệ cao và các hàng hóa có giá trị gia tăng cao hơn. Năm 1962, tổng thống Pháp Charles De Gaulle đã gọi Ikeda là "người bán bóng bán dẫn", ám chỉ rằng Nhật Bản được biết đến nhiều hơn nhờ xuất khẩu đồ điện tử hơn là đồ chơi, xe đạp và hàng dệt may giá rẻ mà nước này đã xuất khẩu vào những năm 1950.
Ở trong nước, Ikeda đã thực hiện lời hứa mở rộng mạng lưới an sinh xã hội để hỗ trợ Kế hoạch Nhân đôi Thu nhập. Một chương trình lương hưu toàn quốc được thành lập vào năm 1961, cùng với một hệ thống bảo hiểm y tế toàn dân. Luật xúc tiến việc làm cho người khuyết tật về thể chất được thông qua vào năm 1960 nhằm thúc đẩy việc làm cho người khuyết tật về thể chất thông qua việc tạo ra một hệ thống hạn ngạch việc làm ở Nhật Bản, một kế hoạch điều chỉnh trong công việc và một hệ thống hỗ trợ tài chính bên cạnh việc cung cấp dịch vụ dạy nghề, dịch vụ hướng dẫn và giới thiệu việc làm thông qua khoảng 600 Văn phòng An ninh Việc làm Công cộng (PESO) và các văn phòng chi nhánh. Ngoài ra, Luật Phúc lợi cho Người cao tuổi năm 1963 cung cấp kinh phí cho dịch vụ chăm sóc thay thế, chăm sóc tại gia, nhà cho người già và các dịch vụ khác được trả bằng tiền thuế thu được từ chính quyền địa phương và trung ương.
Năm 1963, Ikeda vẫn cực kỳ nổi tiếng và có thể giành được nhiệm kỳ thủ tướng thứ hai. Giờ đây, ông đã đủ quyền lực để đương đầu với các cuộc cạnh tranh bè phái gần như đã xé nát LDP trong Cuộc khủng hoảng Hiệp ước An ninh. Ikeda đã thực hiện một số bước để chế ngự đấu đá phe phái trong nội bộ đảng, bao gồm bổ nhiệm một nội các gồm cả các thành viên từ phe đối địch, và đưa đối thủ của mình là Ichirō Kōno vào chính phủ của mình với tư cách là Bộ trưởng Nông nghiệp, Bộ trưởng bộ xây dựng, và cuối cùng là Bộ trưởng phụ trách lập kế hoạch cho Thế vận hội Tokyo 1964, do đó cho phép Kōno tích lũy được nhiều vinh quang và công lao cho sự thành công củaThế vận hội, được coi là "bữa tiệc ra mắt" của Nhật Bản sau khi hoàn thành công cuộc tái thiết sau chiến tranh.
Đến năm 1963, Ikeda cũng đủ quyền lực để tuyên bố, bất chấp sự phản đối của nhiều người bảo thủ trong chính đảng của ông, rằng LDP sẽ từ bỏ mọi nỗ lực sửa đổi hiến pháp thời hậu chiến của Nhật Bản và cụ thể là Điều 9 cấm Nhật Bản duy trì quân đội. Ông thậm chí còn đưa ra khẩu hiệu "không sửa đổi hiến pháp dưới sự giám sát của chúng tôi" trong chiến dịch tranh cử của LDP cho cuộc tổng tuyển cử. Động thái này đã khiến người tiền nhiệm Kishi, người đã nhiệt tình theo đuổi việc sửa đổi hiến pháp, phẫn nộ. Tuy nhiên, nó cũng gây tổn hại nghiêm trọng đến triển vọng bầu cử của Đảng Xã hội Nhật Bản đối lập trong tương lai, vì JSP trước đó đã có thể giành được phiếu bầu bằng cách chỉ ra rằng họ cần ít nhất một phần ba số ghế trong Quốc hội để ngăn chặn nỗ lực sửa đổi Hiến pháp của LDP.

## Nghỉ hưu và qua đời
Nhà sử học Nick Kapur ghi công Ikeda trong việc ổn định "Hệ thống 1955" trong nền chính trị Nhật Bản, sau khi nó gần như sụp đổ trong bối cảnh đấu đá phe phái ác liệt trong nội bộ LDP trong cuộc khủng hoảng Hiệp ước An ninh năm 1960. Ikeda đã giúp chế ngự các bè phái trong nội bộ đảng của ông và giảm xung đột giữa các đảng với các đảng đối lập nhằm ngăn chặn các cuộc biểu tình đường phố lớn ngoài nghị viện trong tương lai. Ikeda đã giúp biến LDP thành một đảng ổn định, có thể giành được đa số ủng hộ tại các cuộc thăm dò bằng cách giành được phiếu bầu từ nhiều nhóm lợi ích, đồng thời không lạm dụng thế đa số đó bằng cách thông qua các chính sách không được lòng dân . Đặc biệt, việc Ikeda từ bỏ sửa đổi hiến pháp, từ lâu được những người bảo thủ LDP coi là chén thánh, đã tạo tiền đề cho chế độ bảo thủ ổn định của Nhật Bản dưới quyền bá chủ của Hoa Kỳ trong vài thập kỷ tới, và mở đường cho sự suy tàn của Đảng Xã hội Nhật Bản đối lập.
Kế hoạch tăng gấp đôi thu nhập của Ikeda cũng chứng tỏ là một thành công đáng kinh ngạc, giúp kéo dài đáng kể tuổi thọ của "phép màu kinh tế" thời hậu chiến của Nhật Bản. Mặc dù tốc độ tăng trưởng mục tiêu ban đầu của kế hoạch là 7,2%/năm, nhưng đến giữa những năm 1960, tốc độ tăng trưởng GDP của Nhật Bản đã đạt tới 11,6% và trung bình hơn 10% trong cả thập kỷ, với nền kinh tế đạt được mục tiêu tăng trưởng gấp đôi quy mô đã đạt được trong vòng chưa đầy bảy năm. Thậm chí còn quan trọng hơn, theo Kapur, Kế hoạch tăng gấp đôi thu nhập của Ikeda "đã tôn vinh 'chủ nghĩa tăng trưởng kinh tế' như một loại tôn giáo thế tục của cả người dân Nhật Bản và chính phủ của họ,  trong đó cả hiệu quả của chính phủ và giá trị của dân số được đo lường trên hết bằng tỷ lệ phần trăm thay đổi hàng năm trong GDP.
Tương tự, nhà kinh tế học Nhật Bản Takafusa Nakamura kết luận rằng "Ikeda là nhân vật quan trọng nhất trong sự tăng trưởng kinh tế nhanh chóng của Nhật Bản. Ông sẽ được nhớ đến như một người đàn ông đã tập hợp một sự đồng thuận quốc gia cho tăng trưởng kinh tế và người đã nỗ lực không ngừng để thực hiện mục tiêu đó